# Mu Velorum
Désignations
Mu Velorum (μ Vel / μ Velorum) est une étoile binaire de la constellation des Voiles. Elle est à environ 116 années-lumière de la Terre.
La composante primaire, Mu Velorum A, est une géante jaune de type G avec une magnitude apparente de +2,69. Sa compagne, Mu Velorum B, est une naine jaune de la séquence principale de type G avec une magnitude apparente de +6,6. Les deux étoiles sont distantes de 0,7 seconde d'arc et parcourent leur orbite en 116,24 ans.